# Crazy (Gnarls Barkley)
«Crazy» (укр. «Божевільний») — дебютний сингл Gnarls Barkley, створений спільно Danger Mouse з Cee Lo Green та взятий з їх дебютного альбому St. Elsewhere 2006 року. Композиція досягла 2 місця в Billboard Hot 100, та очолила чарти Великої Британії, Данії, Канади, Ірландії, Нової Зеландії та інших країн.
2007 року пісня здобула премію «Греммі» за найкраще музичне міське/альтернативне виконання, а Rolling Stone названа найкращою піснею 2006 року та включена до списку найкращих пісень усіх часів (85 позиція).